# Kunstmuseum Pablo Picasso Münster

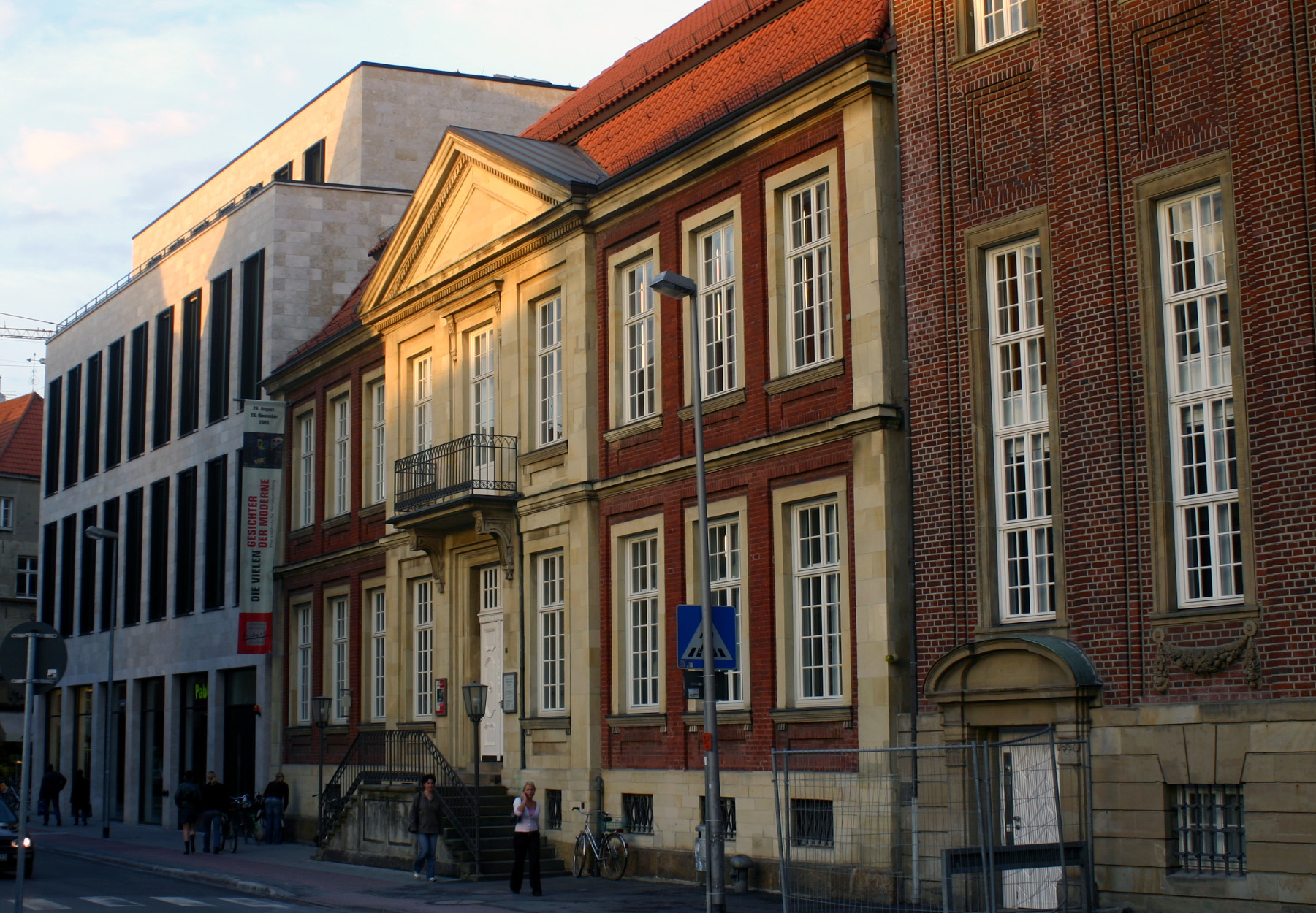
Het Kunstmuseum Pablo Picasso Münster aan de Königsstraße

Het Kunstmuseum Pablo Picasso Münster is een museum met een grote collectie grafiek van Pablo Picasso en tijdgenoten in Münster in Duitsland. Tot 2010 was de naam Grafisch Museum Pablo Picasso Münster.
Sinds 2000 toont het museum een toonaangevende collectie litho's van Pablo Picasso en zijn er wisselende tentoonstellingen over het leven en werk van de kunstenaar en zijn collega's en tijdgenoten als Marc Chagall en Georges Braque.

## Geschiedenis
De collectie van het museum werd ter beschikking gesteld door het echtpaar Huizinga.
Door goede contacten met Marie-Thérèse Walter en later met Fernand Mourlot, de Parijse drukker van Pablo Picasso, in de jaren 1960 en 1970, had de grafisch kunstenaar Gert Huizinga (1927-2018) een uitgebreide collectie van bijzondere litho's van Picasso weten te verwerven. De collectie werd ondergebracht in een stichting. Deze kwam tot stand met steun van een aantal private partijen.

## Collectie
Deze collectie bestaat onder meer uit bijzondere proefdrukken, die Picasso liet vervaardigen alvorens aan zijn litho's verder te werken. Een van de series beslaat onderwerpen zoals stierenvechten, faunen en centauren, gemaakt tijdens Picasso's verblijf in Antibes.
De collectie van het museum, dat sinds 2001 de complete Suite Vollard bezit, werd uitgebreid door schenkingen van grote hoeveelheden grafiek van Braque in 2004 en van Chagall in 2008. Ook ontving het museum in 2004 een collectie Franse kunstenaarsboeken die bijeengebracht waren door het echtpaar Classen. Deze collectie documenteert de ontwikkeling van het livre d'artiste in Frankrijk met werk van bijvoorbeeld Aristide Maillol, Max Ernst en Henri Matisse.

## Tentoonstellingen
Het onderkomen van het museum bevindt zich aan het Picassoplein dat gelegen is aan de Königsstraße, de van oudsher voornaamste straat van Münster. De hoofdingang is gevestigd in twee historische panden van de Druffelsche Hof die rond 1785 gebouwd werden. De tentoonstellingszalen bevinden zich op de etages van de aanbouw, nabij het moderne winkelcentrum Münster Arkaden en omsluiten een overdekte binnenplaats. Op zeshonderd vierkante meter tentoonstellingsruimte zijn wisselende presentaties te zien over het grafische werk van Picasso en zijn tijdgenoten.